# 숙정부인
숙정부인(淑貞夫人, 생몰년 미상)은, 신라 원성왕(元聖王)의 왕비로 각간 김신술(金神述)의 딸이다. 
《삼국사기》나 《구당서》 및 《신당서》에는 신라 애장왕(哀莊王) 9년에 해당하는 당 헌종(唐憲宗) 원화(元和) 3년(808년)에 당에 사신으로 와서 소성왕(昭聖王)의 책봉 문서를 수령하기를 요청하면서 "몇 해 전에 고주(故主) 준옹으로 왕을 삼고, 그 어머니 신씨(申氏)로 태비(太妃)를 삼고" 운운하는 부분이 있는데, 해당 문서의 수령자인 소성왕을 기준으로 소성왕의 어머니 신씨는 실제로는 혜충태자의 부인이었던 성목태후(聖穆太后, 추존) 김씨이고, 《구당서》 및 《신당서》에 언급된 신씨 즉 숙정부인은 실제로는 소성왕의 어머니가 아니라 할머니에 해당한다. 
김부식은 소성왕의 어머니라고 기록된 신씨는 실은 김신술(金神述)의 딸로, 신(神)자와 음이 같은 신(申)을 당에서 성(姓)으로 보았기에 그렇게 기록한 것이라고 하였으며 이병도는 역주 《삼국사기》에서 아버지 이름의 첫 글자를 성으로 알아서 일어난 착오이고 동성혼(同姓婚)을 부정적으로 보는 유교의 영향에 따라 신라의 근친혼 사실을 숨기고자 각각 그 아버지의 이름 첫 글자를 성인 것처럼 당에 알려주었던 것으로 설명하였다.